# Copa FA de Hong Kong
La Copa FA de Hong Kong es un torneo de copa de eliminación directa que es organizado por la Asociación de fútbol de Hong Kong.
Fue creada en el año 1975 con el nombre Golden Jubilee Cup. En las primeras 3 ediciones las semifinales y la final se jugaban a partidos de visita recíproca. Si la serie quedaba empatada, se jugaba el tiempo extra al terminar el juega de vuelta, pero si persistía el empate, se jugaba un partido de desempate. Este método se dejó de usar en 1977.
A partir de 1978, todas las series de eliminación se juegan a un partido, si termina en empate, se juega tiempo extra, y de persistir el empate se juegan penales.
Participan equipos de la Liga Premier de Hong Kong, Primera División, Segunda División, Tercera División y Cuarta División, aunque estos últimos juegan el torneo un poco antes por la diferencia de niveles de juego con los de la máxima categoría, siendo una limitación que existe desde 1981.

## Palmarés
- Lista de finales de la Copa FA de Hong Kong.[2]

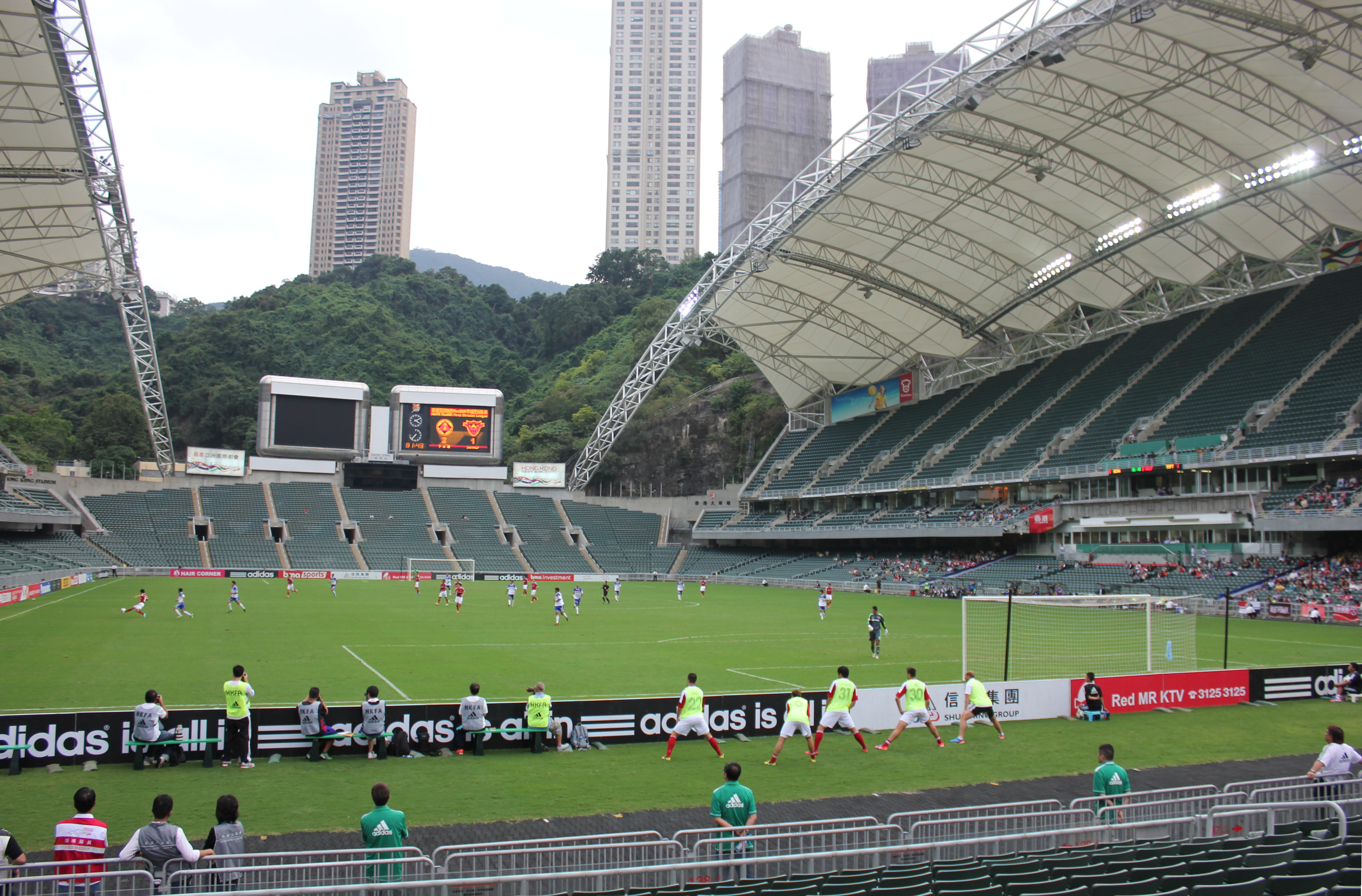
El Hong Kong Stadium, escenario de la final de la Copa de Hong Kong.

| Temporada | Campeón                | Resultado              | Finalista               | Sede de la final       |
| --------- | ---------------------- | ---------------------- | ----------------------- | ---------------------- |
| 1974-75   | Seiko                  | 0-1, 5-1               | Hong Kong Rangers       | Government Stadium     |
| 1975-76   | Seiko                  | 2-1, 1-0               | South China             | Government Stadium     |
| 1976-77   | Hong Kong Rangers      | 3-1, 0-1               | Tung Sing               | Government Stadium     |
| 1977-78   | Seiko                  | 2-1                    | Blake Garden            | Government Stadium     |
| 1978-79   | Yuen Long              | 2-2 (4-2 pen.)         | Seiko                   | Government Stadium     |
| 1979-80   | Seiko                  | 3-2                    | Bulova                  | Government Stadium     |
| 1980-81   | Seiko                  | 2-0                    | Sea Bee                 | Government Stadium     |
| 1981-82   | Bulova                 | 4-1                    | Sea Bee                 | Government Stadium     |
| 1982-83   | Bulova                 | 3-0                    | Hong Kong Rangers       |                        |
| 1983-84   | Eastern                | 2-1                    | Zindabad                |                        |
| 1984-85   | South China            | 2-2, 3-1 rep.          | Harps                   |                        |
| 1985-86   | Seiko                  | 2-1                    | South China             |                        |
| 1986-87   | South China            | 4-1                    | Happy Valley            |                        |
| 1987-88   | South China            | 2-0                    | Tsuen Wan               |                        |
| 1988-89   | Lai Sun Double Flower  | 2-0                    | Tsuen Wan               | Government Stadium     |
| 1989-90   | South China            | 1-0                    | Lai Sun                 |                        |
| 1990-91   | South China            | 2-1                    | Lai Sun                 |                        |
| 1991-92   | Ernest Borel           | 1-0                    | Instant-Dict            |                        |
| 1992-93   | Eastern                | 1-0                    | Ernest Borel            |                        |
| 1993-94   | Eastern                | 4-1                    | Happy Valley            |                        |
| 1994-95   | Hong Kong Rangers      | 3-0                    | Eastern                 |                        |
| 1995-96   | South China            | 4-1                    | Golden                  |                        |
| 1996-97   | Instant-Dict           | 2-1 (te)               | Sing Tao                |                        |
| 1997-98   | Instant-Dict           | 3-1                    | South China             |                        |
| 1998-99   | South China            | 1-0 (te)               | Instant-Dict            | Hong Kong Stadium      |
| 1999-00   | Happy Valley           | 7-2                    | Orient & Yee Hope Union | Hong Kong Stadium      |
| 2000-01   | Instant-Dict           | 2-0                    | South China             | Hong Kong Stadium      |
| 2001-02   | South China            | 1-0                    | Sun Hei SC              | Hong Kong Stadium      |
| 2002-03   | Sun Hei                | 2-1 (te)               | Buler Rangers           | Mong Kok Stadium       |
| 2003-04   | Happy Valley           | 3-1                    | Kitchee                 | Hong Kong Stadium      |
| 2004-05   | Sun Hei                | 2-1 (te)               | Happy Valley            | Hong Kong Stadium      |
| 2005-06   | Xiangxue Sun Hei       | 1-0                    | Happy Valley            | Mong Kok Stadium       |
| 2006-07   | South China            | 3-1                    | Happy Valley            | Hong Kong Stadium      |
| 2007-08   | Citizen                | 2-0                    | Wofoo Tai Po            | Hong Kong Stadium      |
| 2008-09   | NT Realty Wofoo Tai Po | 4-2                    | TSW Pegasus             | Hong Kong Stadium      |
| 2009-10   | TSW Pegasus            | 2-1                    | Citizen                 | Hong Kong Stadium      |
| 2010-11   | South China            | 2-1 (te)               | NT Realty Wofoo Tai Po  | Hong Kong Stadium      |
| 2011-12   | Kitchee                | 3-3 (5-3 pen.)         | Sun Pegasus             | Hong Kong Stadium      |
| 2012-13   | Kitchee                | 1-0                    | Sun Pegasus             | Hong Kong Stadium      |
| 2013-14   | Eastern                | 1-0 (te)               | Kitchee                 | Hong Kong Stadium      |
| 2014-15   | Kitchee                | 2-0 (te)               | Eastern                 | Mong Kok Stadium       |
| 2015-16   | Sun Pegasus            | 1-1 (4-3 pen.)         | Yuen Long               | Hong Kong Stadium      |
| 2016-17   | Kitchee                | 2-1                    | South China             | Mong Kok Stadium       |
| 2017-18   | Kitchee                | 2-1                    | Tai Po                  | Hong Kong Stadium      |
| 2018-19   | Kitchee                | 2-0                    | Southern District       | Hong Kong Stadium      |
| 2019-20   | Eastern AA             | 2-0                    | R&F                     | Hong Kong Stadium      |
| 2020-21   | Cancelado por Covid-19 | Cancelado por Covid-19 | Cancelado por Covid-19  | Cancelado por Covid-19 |
| 2021-22   | Cancelado por Covid-19 | Cancelado por Covid-19 | Cancelado por Covid-19  | Cancelado por Covid-19 |
| 2022-23   | Kitchee                | 7-1                    | Rangers                 | Estadio Mong Kok       |
| 2023-24   |                        |                        |                         |                        |

## Títulos por club
Los equipos que aparecen en cursiva ya no existen.
| Club                      | Campeón | 2.° | Años campeón                                               |
| ------------------------- | ------- | --- | ---------------------------------------------------------- |
| South China               | 10      | 5   | 1985, 1987, 1988, 1990, 1991, 1996, 1999, 2002, 2007, 2011 |
| Seiko                     | 6       | 1   | 1975, 1976, 1978, 1980, 1981, 1986                         |
| Kitchee                   | 6       | 2   | 2012, 2013, 2015, 2017, 2018, 2019                         |
| Double Flower             | 4       | 2   | 1989, 1997, 1998, 2001                                     |
| Eastern                   | 4       | 2   | 1984, 1993, 1994, 2014                                     |
| Convoy Sun Hei            | 3       | 2   | 2003, 2005, 2006                                           |
| Happy Valley              | 2       | 5   | 2000, 2004                                                 |
| Rangers                   | 2       | 3   | 1977, 1995                                                 |
| Bulova                    | 2       | 1   | 1982, 1983                                                 |
| TSW Pegasus (Sun Pegasus) | 2       | 3   | 2010, 2016                                                 |
| Tai Po                    | 1       | 3   | 2009                                                       |
| Ernest Borel              | 1       | 1   | 1992                                                       |
| Citizen                   | 1       | 1   | 2008                                                       |
| Yuen Long                 | 1       | 1   | 1979                                                       |
| Sea Bee SC                | -       | 2   | -----                                                      |
| Tsuen Wan                 | -       | 2   | -----                                                      |
| Lai Sun FC                | -       | 2   | -----                                                      |
| Tung Sing                 | -       | 1   | -----                                                      |
| Blake Garden              | -       | 1   | -----                                                      |
| Zindabad                  | -       | 1   | -----                                                      |
| Harps                     | -       | 1   | -----                                                      |
| Sing Tao                  | -       | 1   | -----                                                      |
| Orient & Yee Hope Union   | -       | 1   | -----                                                      |
| Southern District         | -       | 1   | -----                                                      |